# Vârful Țuțuiatul

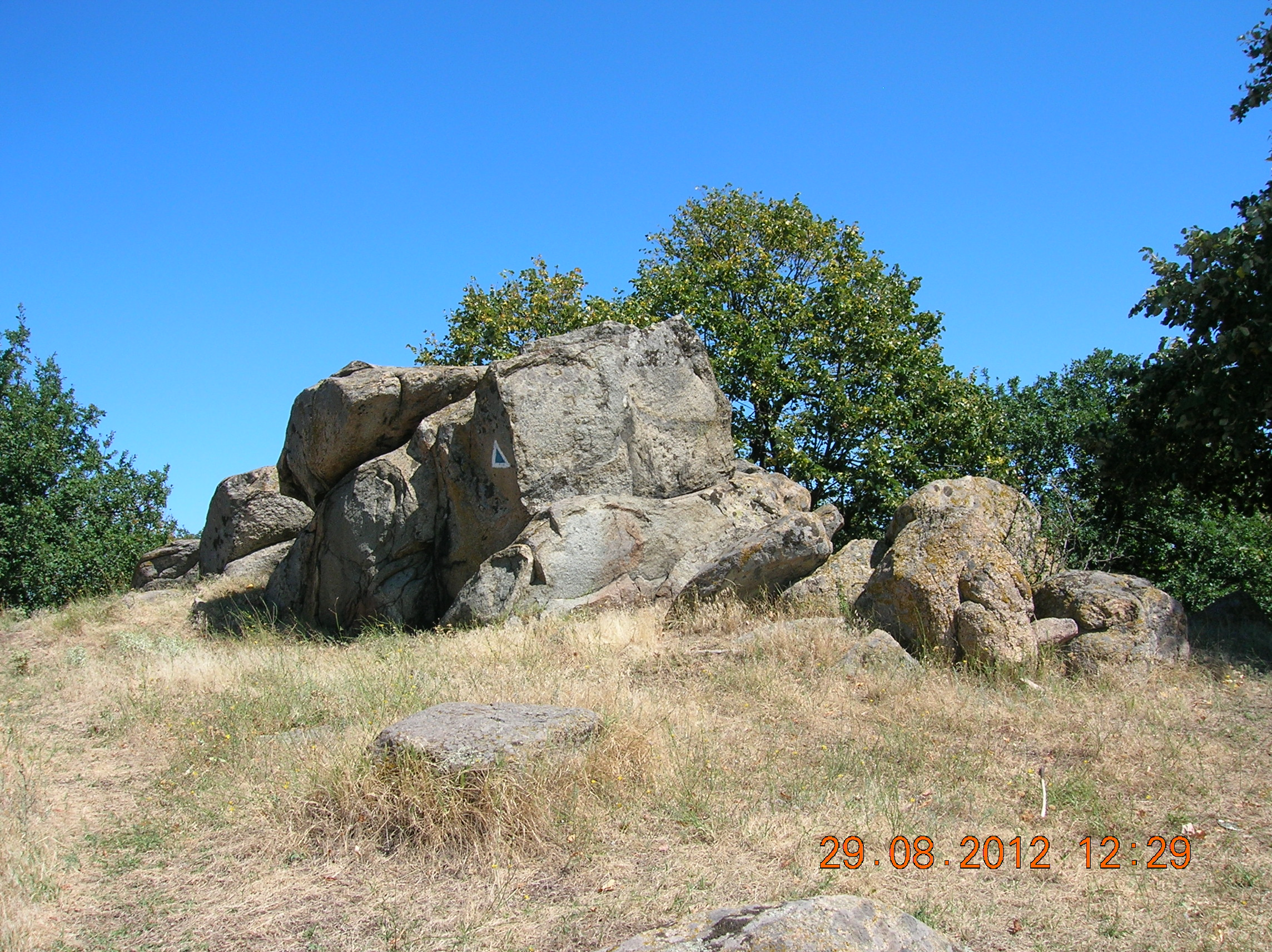
Pe vârful Țuțuiatul

Vârful Țuțuiatul (găsit și ca Țuțuiatu) este vârful muntos cel mai înalt din Munții Măcinului, județul Tulcea. Altitudinea sa este de 467 metri. Urmare a unei erori din perioada întocmirii primelor hărți ale Munților Măcinului, denumirea vârfului a fost inversată cu cea a vârfului vecin, Ghinaltu. În urma unei decizii administrative recente, probabil din iulie sau august 2020, vârfurile au fost redenumite cu denumirile locale de dinaintea cartării. Astfel denumirea actuală a vârfului este Ghinaltu.